# Da Lat
Da Lat (în vietnameză Đà Lạt) este un oraș în Vietnam. Este cap de locuitor al provinciei Lam Dong. Da Lat este situat în Tay Nguyen, 1500 m deasupra nivelului mării, cu cilmate temperat.Temperatura medie este de 18 °C - 25 °C. Cea mai mare temperatură vreodată în Da Lat a fost de 27 °C, iar cea mai scăzută a fost de 6,5 °C.Oameni franceză a început să construiască acest oraș în 1907, după Yersin explorat acest teren.Oameni franceză a construit multe vile, hoteluri pentru stațiune. În jurul valorii de oraș există mai multe văi, lacuri, cascade. Da Lat universitate, institut militar sunt principalele universități TW din Da Lat. Aeroportul este la 24 km sud de oraș. Astăzi, Da Lat este una dintre destinațiile turistice cele mai mari din Vietnam. Populația este 226.578 (2019), 202.124 locuitorii din mediul urban. Orașul se referă la 394,1 km2.

## Climă
| Date climatice pentru Da Lat                                                                                            | Date climatice pentru Da Lat | Date climatice pentru Da Lat | Date climatice pentru Da Lat | Date climatice pentru Da Lat | Date climatice pentru Da Lat | Date climatice pentru Da Lat | Date climatice pentru Da Lat | Date climatice pentru Da Lat | Date climatice pentru Da Lat | Date climatice pentru Da Lat | Date climatice pentru Da Lat | Date climatice pentru Da Lat | Date climatice pentru Da Lat |
| Luna | Ian                          | Feb                          | Mar                          | Apr                          | Mai                          | Iun                          | Iul                          | Aug                          | Sep                          | Oct                          | Nov                          | Dec                          | Anual                        |
| --- | ---------------------------- | ---------------------------- | ---------------------------- | ---------------------------- | ---------------------------- | ---------------------------- | ---------------------------- | ---------------------------- | ---------------------------- | ---------------------------- | ---------------------------- | ---------------------------- | ---------------------------- |
| Maxima medie °C (°F) | 22.3 (72,1)                  | 23.9 (75)                    | 25.1 (77,2)                  | 25.3 (77,5)                  | 24.7 (76,5)                  | 23.6 (74,5)                  | 23.0 (73,4)                  | 22.7 (72,9)                  | 22.9 (73,2)                  | 22.8 (73)                    | 21.7 (71,1)                  | 21.4 (70,5)                  | 23,3 (73,9)                  |
| Media zilnică °C (°F)                                                                                                   | 15.9 (60,6)                  | 16.9 (62,4)                  | 18.1 (64,6)                  | 19.0 (66,2)                  | 19.5 (67,1)                  | 19.2 (66,6)                  | 18.8 (65,8)                  | 18.6 (65,5)                  | 18.5 (65,3)                  | 18.2 (64,8)                  | 17.5 (63,5)                  | 16.4 (61,5)                  | 18,0 (64,4)                  |
| Minima medie °C (°F) | 11.7 (53,1)                  | 11.9 (53,4)                  | 13.0 (55,4)                  | 14.7 (58,5)                  | 16.2 (61,2)                  | 16.4 (61,5)                  | 16.2 (61,2)                  | 16.2 (61,2)                  | 16.0 (60,8)                  | 15.3 (59,5)                  | 14.6 (58,3)                  | 13.2 (55,8)                  | 14,6 (58,3)                  |
| Minima istorică °C (°F)                                                                                                 | −0.1 (31,8)                  | −0.6 (30,9)                  | 4.2 (39,6)                   | 4.0 (39,2)                   | 10.0 (50)                    | 10.9 (51,6)                  | 10.4 (50,7)                  | 10.6 (51,1)                  | 10.0 (50)                    | 8.1 (46,6)                   | 4.4 (39,9)                   | 2.6 (36,7)                   | −0,6 (30,9)                  |
| Precipitații mm (inches)                                                                                                | 9.1 (0.358)                  | 20.5 (0.807)                 | 64.1 (2.524)                 | 170.3 (6.705)                | 212.3 (8.358)                | 203.5 (8.012)                | 232.7 (9.161)                | 238.3 (9.382)                | 283.4 (11.157)               | 244.7 (9.634)                | 93.5 (3.681)                 | 36.2 (1.425)                 | 1.814,9 (71,453)             |
| Umiditate [%] | 81.2                         | 77.7                         | 78.1                         | 83.3                         | 87.2                         | 88.8                         | 89.7                         | 90.4                         | 90.2                         | 88.6                         | 85.4                         | 84.2                         | 85,5                         |
| Nr. mediu de zile ploioase                                                                                              | 2.2                          | 2.5                          | 5.8                          | 12.8                         | 20.5                         | 21.2                         | 23.8                         | 23.1                         | 24.0                         | 20.0                         | 11.5                         | 5.9                          | 176,8                        |
| Ore însorite | 237.4                        | 231.1                        | 240.2                        | 199.2                        | 195.5                        | 150.3                        | 146.9                        | 134.4                        | 126.5                        | 139.8                        | 168.5                        | 198.7                        | 2.147,8                      |
| Sursa nr. 1: Địa chí Đà Lạt (extremes 1918–1940, and 1964–1998)                                                         |                              |                              |                              |                              |                              |                              |                              |                              |                              |                              |                              |                              |                              |
| Sursa nr. 2: Vietnam Institute for Building Science and Technology, The Yearbook of Indochina (1932-1933 and 1950-1951) |                              |                              |                              |                              |                              |                              |                              |                              |                              |                              |                              |                              |                              |